# Ankaratra (geslacht)
Ankaratra is een geslacht van hooiwagens uit de familie Pettalidae.
De wetenschappelijke naam Ankaratra is voor het eerst geldig gepubliceerd door Shear & Gruber in 1996. 

## Soorten
Ankaratra is monotypisch en omvat slechts de volgende soort:
- Ankaratra franzi